# Strada statale 732 Bretella di Alcamo Est
La strada statale 732 Bretella di Alcamo Est (SS 732), già nuova strada ANAS 351 Bretella di Alcamo Est, è una strada statale italiana che collega l'A29 Palermo-Mazara del Vallo con l'abitato di Alcamo.

## Descrizione
La strada ha origine dallo svincolo di Alcamo Est sull'A29 Palermo-Mazara del Vallo. Si presenta come una strada a carreggiata unica priva di incroci. La strada termina infine sulla SP 55 Alcamo-Alcamo Marina poco a nord del centro abitato di Alcamo.
Inizialmente l'infrastruttura fu compresa nella rete autostradale in qualità di area di svincolo, come testimoniato da alcune segnaletiche con sfondo verde presenti lungo il percorso. Nel 2011 ha ottenuto la classificazione provvisoria di nuova strada ANAS 351 Bretella di Alcamo Est (NSA 351), mentre nel 2012 è avvenuta la classificazione definitiva attuale col seguente itinerario: "Svincolo A29 Alcamo Est - Innesto co la S.P. n. 55 presso Alcamo".

### Tabella percorso
| Bretella di Alcamo Est |                                                   |      |           |
| Tipo                   | Indicazione                                       | ↓km↓ | Provincia |
|                        | Palermo-Mazara del Vallo (svincolo di Alcamo est) | 0,0  | TP        |
|                        | Palmeri (510 m)                                   | 0,9  | TP        |
|                        | per Alcamo                                        | 2,0  | TP        |